# حمم (الديس)

'

تعديل مصدري - تعديل

حمم هي إحدى قرى عزلة الديس بمديرية الديس التابعة لمحافظة حضرموت، بلغ تعداد سكانها 164 نسمة حسب تعداد اليمن لعام 2004.